# Огинский, Тадеуш Франтишек
Князь Таде́уш Франти́шек Оги́нский (пол. Tadeusz Franciszek Ogiński; 26 августа 1712 — 25 ноября 1783) — государственный деятель Речи Посполитой, каштелян трокский (1744—1770), писарь великий литовский (1737—1744), староста ошмянский (1740—1756), вежбовский и пшевальский, маршал (председатель) сейма Речи Посполитой в Гродно (5 октября — 19 ноября 1744), воевода трокский (с 1770), член Постоянного Совета Речи Посполитой (1776—1778).

## Биография
Представитель ретовской ветви западнорусского княжеского рода Огинских. Третий сын воеводы витебского, князя Мартиана Михаила Огинского (1672—1750) и Терезы Бжостовской (ум. 1721).
Активный сторонник избрания в 1733 года на престол Речи Посполитой Станислава Лещинского.
В 1764 году являлся членом конфедерации Великого княжества Литовского, возглавляемой Чарторыйскими в поддержку возведения на трон Станислава Августа Понятовского.
Автор опубликованного «Дневника», содержащего, в частности, его речи и выступления как депутата на многих сеймах.
В 1740 году основал грекокатолический Тадулинский монастырь (позднее ставший православным).
Умер в имении Огинских Ганута (ныне деревня Ручица). Похоронен в Вильнюсе в склепе часовни Божьего тела, в составе комплекса костёла святого Яна, который он сам и построил.

## Семья

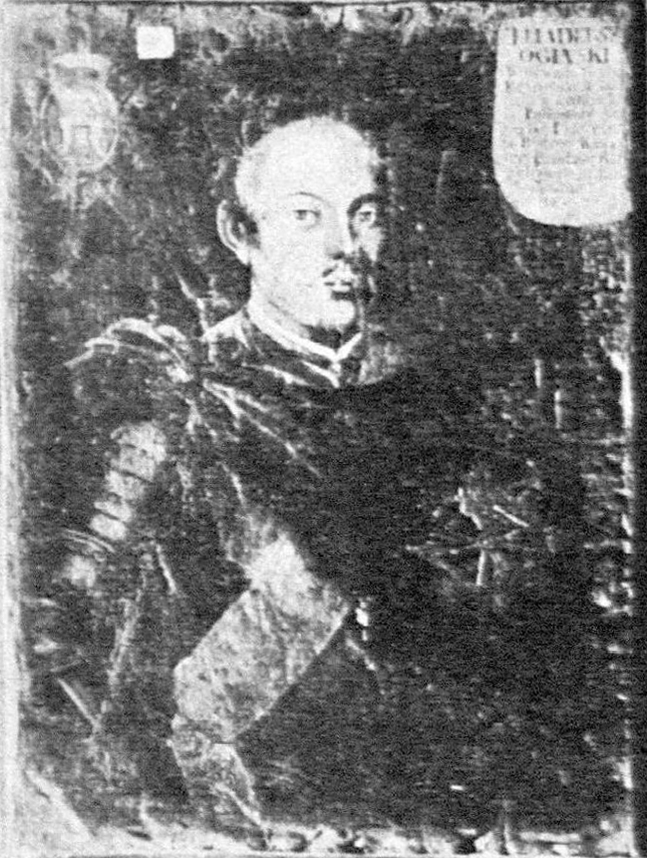
Портрет Тадеуша Огинского из Тадулинского монастыря

Первым браком был женат на Изабелле Радзивилл (1711—1761), дочери князя Михаила Антония Радзивилла. Их дети:
- Анджей Игнацы Огинский (1740—1787), каштелян трокский (1778—1783) и воевода трокский (1783—1787)
- Франтишек Ксаверий Огинский (1742—1814), последний кухмистр великий литовский (1775—1795)

Вторым браком был женат на Ядвиге Залуской; брак был бездетным.
После смерти Тадеуша Франтишека Огинского его имения в Молодечно, Залесье и Гануте отошли младшему сыну, Франтишку Ксаверию, который в 1802 году передал Залесье, а в 1814 году Молодечно и Гануту, внуку Тадеуша, композитору Михаилу Клеофасу Огинскому.

## Награды
- Кавалер Ордена Белого орла (1742).
- Кавалер Ордена Святого Станислава (1765).